# Agulla Jean Garnier
L'Agulla Jean Garnier és un cim de 3.025 m d'altitud, amb una prominència de 10 m, que es troba al SE del pic de Crabioules Oriental, al massís de Perdiguero, entre la província d'Osca (Aragó) i el departament de l'Alta Garona (França).